# Carapelle
Carapelle là một đô thị thuộc tỉnh Foggia trong vùng Puglia của Ý. Đô thị này có diện tích 24 km², dân số 5900 người.
Đô thị này giáp với các đô thị sau: 
Cerignola, Foggia, Manfredonia, Ordona, Orta Nova.